# یوییدو
یوییدو (کره‌ای: 여의도؛ به معنای جزیره یویی) یک جزیره بزرگ در رود هان در سئول، کره جنوبی است. یوییدو منطقه اصلی بانکداری سرمایه‌گذاری و مالی سئول است. مساحت این جزیره ۸٫۴ کیلومتر مربع (۳٫۲ مایل مربع) است و جمعیت آن تا تاریخ اوت ۲۰۲۳، ۳۲٬۶۷۴ نفر بوده‌است.